# اللغة البورمية
اللغة البورمية (بالبورمية: မြန်မာဘာသာ)‏ هي لغة كوردم صينية تبتية يتم التحدث بها في ميانمار (المعروفة أيضًا باسم بورما) حيث تعتبر لغة رسمية ولغة البورمان، المجموعة العرقية الرئيسية في البلاد. على الرغم من أن دستور ميانمار يعترف رسميًا بالاسم الإنجليزي للغة كلغة ميانمار، ولكن يواصل معظم المتحدثين باللغة الإنجليزية الإشارة إلى اللغة البورمية، بعد بورما، الاسم الرسمي السابق والمشترك حاليًا للبلاد. في عام 2007، تم التحدث بها كلغة أولى من قبل 33 مليون شخص، في المقام الأول شعب بورمان والمجموعات العرقية ذات الصلة ، وكلغة ثانية من قبل 10 ملايين، لا سيما الأقليات العرقية في ميانمار والدول المجاورة. في عام 2014، بلغ عدد سكان بورما 36.39 مليون نسمة، وقدر بنحو 38.2 مليون اعتبارًا من أبريل 2020.